# Enchanted (álbum)
| Críticas profissionais                                                      | Críticas profissionais |
| Avaliações da crítica                                                       | Avaliações da crítica  |
| Fonte                                                                       | Avaliação              |
| --------------------------------------------------------------------------- | ---------------------- |
| Allmusic                                                                    | [ 1 ]                  |
| Esta tabela precisa de ser acompanhada por texto em prosa. Consulte o guia. |                        |

Enchanted é uma box set de três discos da cantora Stevie Nicks, lançado em 7 de abril de 1998.
O álbum contém b-sides raras, gravações ao vivo inéditas, demos, faixas de bandas sonoras e remixes.

## Faixas
Disco 1
1. "Enchanted" — 3:06
2. "Outside the Rain" — 4:18
3. "After the Glitter Fades" — 4:18
4. "Wild Heart" — 6:10
5. "Leather and Lace" (dueto com Don Henley) — 3:57
6. "Garbo" (b-side do single "Stand Back") — 3:31
7. "Stand Back" — 4:51
8. "Nightbird" — 5:00
9. "Stop Draggin' My Heart Around" (dueto com Tom Petty) — 4:05
10. "Beauty and the Beast" — 6:05
11. "Kind of Woman" — 3:11
12. "If Anyone Falls" — 4:09
13. "One More Big Time Rock and Roll Star" (b-Side do single "Talk to Me") — 4:25
14. "Blue Denim" (Remix) — 4:13
15. "Bella Donna" — 5:20

Disco 2
1. "Edge of Seventeen" (ao vivo da turnês Bella Donna) — 8:07
2. "Street Angel" (Remix)— 4:07
3. "Rock a Little (Go Ahead Lily)" — 3:38
4. "I Sing for the Things" — 3:46
5. "Rooms on Fire" — 3:34
6. "I Can't Wait" (Extended Rock Mix) — 5:58
7. "Two Kinds of Love" (dueto com Bruce Hornsby) — 4:48
8. "The Highwayman" — 4:52
9. "Rose Garden" (Remix) — 4:25
10. "Talk to Me" — 4:12
11. "Destiny" — 4:37
12. "Ooh My Love" — 5:04
13. "Desert Angel" — 5:23
14. "Whole Lotta Trouble" (Remix) — 4:29
15. "Has Anyone Ever Written Anything for You" — 4:32

Disco 3
1. "Twisted" (demo; versão original da banda sonora Twister) — 3:20
2. "Long Distance Winner" (do álbum Buckingham Nicks)	— 4:07
3. "Thousand Days" (b-side do single "Blue Denim") — 5:18
4. "Battle of the Dragon" (banda sonora de American Anthem) — 5:20
5. "Gold" (dueto com John Stewart) — 4:22
6. "Free Fallin'" (de Party of Five) — 5:35
7. "It's Late" (demo) — 2:11
8. "Violet and Blue" (banda sonora de Against All Odds) — 5:05
9. "Whenever I Call You Friend" (dueto com Kenny Loggins) — 3:53
10. "Sweet Girl" (demo) — 4:32
11. "Blue Lamp" (banda sonora de Heavy Metal) — 3:46
12. "Gold and Braid" (ao vivo da turnê Bella Donna) — 5:16
13. "Reconsider Me" — 3:47
14. "Somebody Stand by Me" (banda sonora de From the Boys on the Side) — 5:06
15. "Sleeping Angel" (banda sonora de Fast Times at Ridgemont High) — 4:45
16. "Rhiannon" (versão piano) — 6:41

## Desempenho nas paradas musicais
| Parada musical (1998)          | Posição |
| ------------------------------ | ------- |
| Estados Unidos - Billboard 200 | 85      |